# Calanthe tunensis
Calanthe tunensis är en orkidéart som beskrevs av Johannes Jacobus Smith. Calanthe tunensis ingår i släktet Calanthe och familjen orkidéer. Inga underarter finns listade i Catalogue of Life.